# Cresera espiritosantensis
Cresera espiritosantensis là một loài bướm đêm thuộc phân họ Arctiinae, họ Erebidae.